# Charlotte Rhead
Charlotte Rhead, née le 19 octobre 1885 et décédée le 6 novembre 1947, est une céramiste britannique active dans les années 1920 dans les manufactures du Staffordshire.

## Jeunesse et origines
Charlotte Rhead est née dans une famille d´artistes,. Son père, Frederick Alfred Rhead commence sa carrière comme apprenti à la manufacture de céramiques de Mintons, basée à Stoke-on-Trent, où il apprend l´art du pâte-sur-pâte auprès de son créateur, le céramiste français Marc-Louis Solon. Frederick Alfred Rhead travaille ensuite dans de nombreuses manufactures de poteries, y compris l´une créée par lui-même. La mère de Charlotte, Adolphine Hurten, vient également d´une famille d´artistes. Le grand frère de Charlotte, Frederick Alfred Rhead (à ne pas confondre avec le père qui porte le même nom) devint un céramiste reconnu aux États-Unis.

## Carrière
Au début du XXe siècle, la famille Rhead vit à Fenton. Charlotte et sa sœur Dollie étudient à la Fenton School of Art (école des arts de Fenton). Charlotte commence à travailler pour Wardle and Co., un atelier de poteries localisé dans la ville voisine de Hanley. Son frère Frederick y est directeur artistique, jusqu'à son émigration aux États-Unis en 1902. Charlotte n´y travaille pas très longtemps, mais assez pour y développer sa maîtrise de la décoration dite en Tubelining, qu´elle utilisera durant toute sa carrière.
En 1905, Charlotte trouve un emploi en qualité d´émailleur chez Keeling & Co à Burslem.
Elle travaille ensuite chez un tuilier, T & R Boote. En 1912, le père de Charlotte est promu directeur artistique chez Wood and Sond, une manufacture de poteries. Charlotte va travailler avec lui, et elle y devient plus tard designer.
Les créations de Charlotte Rhead rappellent le charme de l'Art déco, et montrent une grande maîtrise des techniques qu'elle utilise, même si elles sont sans doute moins avant-gardistes et plus traditionnelles que celles de Clarice Cliff ou Susie Cooper, autres figures de la poterie dans le Staffordshire, à la même époque. Les œuvres les plus connues de Charlotte Rhead sont certainement celles réalisées lors de sa collaboration avec Burgess and Leigh de Middleport, où elle été designer de 1926 à 1931. Dans les années 1930, elle rejoint l´entreprise  AG Richardson à Tunstall, et dont la marque était Crown Ducal.
Deux ouvrages de Bernard Bumpus, historien de la céramique comme le présente la BnF, évoquent ses créations : Collecting Rhead Pottery, paru en 1999 et consacré à son travail et à celui de son frère Frederick, d'une part, et Charlotte Rhead. Potter and Designer, paru en 1987, d'autre part.